# Banyallarga aequatorium
Banyallarga aequatorium är en nattsländeart som först beskrevs av Navás 1934.  Banyallarga aequatorium ingår i släktet Banyallarga och familjen Calamoceratidae. Inga underarter finns listade i Catalogue of Life.